# Mathare United
 Mathare United Football Club w skrócie  Mathare United FC – kenijski klub piłkarski grający w kenijskiej pierwszej lidze, mający siedzibę w mieście Nairobi.

## Sukcesy
- Premier League[1]:
  - mistrzostwo (1): 2008.

- Puchar Kenii[2]:
  - zwycięstwo (2): 1998, 2000.

## Występy w afrykańskich pucharach
| Sezon | Rozgrywki                 | Runda   | Kraj                          | Klub               | Dom | Wyjazd | Dwumecz |
| ----- | ------------------------- | ------- | ----------------------------- | ------------------ | --- | ------ | ------- |
| 1999  | Puchar Zdobywców Pucharów | 1       | Malawi                        | Bata Bullets       | 2–0 | 1–2    | 3–2     |
| 1999  | Puchar Zdobywców Pucharów | 2       | Demokratyczna Republika Konga | AS Dragons         | 1–1 | 1–3    | 2–4     |
| 2001  | Puchar Zdobywców Pucharów | wstępna | Egipt                         | Ismaily SC         | 1–1 | 1–2    | 2–3     |
| 2002  | Puchar CAF                | 1       | Egipt                         | Al-Masry Port Said | 0–2 | 0–2    | 0–4     |
| 2009  | Liga Mistrzów             | wstępna | Zambia                        | ZESCO United       | 1–3 | 0–2    | 1–5     |

## Stadion
Domowe mecze klub rozgrywa na stadionie o nazwie Nyayo National Stadium w Nairobi, który może pomieścić 8200 widzów.